# NGC 4687
NGC 4687 este o liner situată în constelația Câinii de Vânătoare. A fost descoperită în 11 martie 1831 de către John Herschel.